# Kim Ferran
Kim Ruth Ferran (* 11. Januar 1958 in Birmingham) ist eine ehemalige britische Eisschnellläuferin.
Ferran nahm in der Saison 1978/79 und 1979/80 an internationalen Wettbewerben teil. Dabei kam sie bei der Mehrkampfeuropameisterschaft 1979 in Den Haag sowie bei der Mehrkampfweltmeisterschaft 1980 in Hamar jeweils auf den 30. Platz im Großen Vierkampf und bei der Sprintweltmeisterschaft 1979 in Inzell auf den 30. Rang im Sprint-Mehrkampf. Bei ihrer einzigen Teilnahme an Olympischen Winterspielen im Februar 1980 in Lake Placid belegte sie den 35. Platz über 1000 m und den 30. Rang über 500 m.

## Persönliche Bestzeiten
| Disziplin | Zeit        | Datum             | Ort                  |
| --------- | ----------- | ----------------- | -------------------- |
| 500 m     | 46,53 s     | 5. Januar 1980    | Inzell               |
| 1000 m    | 1:31,85 min | 10. Januar 1979   | Madonna di Campiglio |
| 1500 m    | 2:23,02 min | 28. Dezember 1979 | Inzell               |
| 3000 m    | 4:54,74 min | 6. Januar 1979    | Inzell               |